# Belone (fartyg)
Belone är ett svenskt k-märkt fiskefartyg.
Belone byggdes 1943 på Hälleviks Varv & Slip i Hälleviksstrand. Hon var registrerad i Strömstad 1943–1970 under namnet Paulona (SD 846). Från 1970 är hon forskningsfartyg för Institutionen för biologisk grundutbildning vid Uppsala universitet.
Hon k-märktes 2013.